# 6099 Саарланд
6099 Саарланд (6099 Saarland) — астероїд головного поясу, відкритий 30 жовтня 1991 року.
Тіссеранів параметр щодо Юпітера — 3,552.